# ام العظام (حرض)

تعديل مصدري - تعديل

ام العظام هي إحدى قرى عزلة بني الحداد بمديرية حرض التابعة لمحافظة حجة، بلغ تعداد سكانها 132 نسمة حسب تعداد اليمن لعام 2004.